# O Burlador de Sevilha
O Burlador de Sevilha é o romance de estreia do escritor brasileiro João Gabriel de Lima, publicado em 2000 pela editora Companhia das Letras.  Em 2003 o romance saiu em Portugal pela editora Temas e Debates. Em 2006, deve ser publicado na Espanha pela El Tercer Hombre.

## Crítica
Duas tramas se entrelaçam em O Burlador de Sevilha. A primeira fala do romance entre um cantor do teatro lírico e uma agente de turismo e o grande truque do livro está em esconder até o final a ligação entre essas duas linhas narrativas.

## Prêmios e reconhecimentos
Em 2002 foi finalista do Prêmio José Saramago, atribuído em Portugal a autores lusófonos.[carece de fontes?]